# Distrito de Saptari
El distrito de Saptari es uno de los seis distritos que conforman la Zona de Sagarmatha, en Nepal.

## Comités de desarrollo rural
En el distrito se encuentran los siguientes comités de desarrollo rural.
- Arnaha
- Aurahi
- Badgama
- Bainiya
- Bairawa
- Bakdhauwa
- Bamangamakatti
- Banarjhula
- Banaula
- Banauli
- Baramjhiya
- Barhmapur
- Barsain
- Basbalpur
- Basbiti
- Bathnaha
- Belhi
- Belhi Chapma
- Bhagawatpur
- Bhangha
- Bhardaha
- Bhutahi
- Birpur Barahi
- Bishariya-Bhelhi
- Bodebarsaien
- Boriya
- Brahmapur
- Chhinnamasta
- Dauda
- Daulatpur
- Deuri
- Deurimaruwa
- Dhanagadi
- Dharampur
- Dhodhanpur
- Didhawa
- Diman
- Fakira
- Farseth
- Fatepur
- Fulkahi
- Gamhariya Parwaha
- Gobargada
- Goithi
- Hanuman Nagar
- Hardiya
- Hariharpur
- Haripur
- Inarwa
- Inarwa Fulpariya
- Itahari Bishnupur
- Jagatpur
- Jamuni Madhapura
- Jandaul
- Jhutaki
- Joginiya-1
- Joginiya-2
- Kabilash
- Kachan
- Kalyanpur
- Kamalpur
- Kanchanpur
- Kataiya
- Khadgapur
- Khojpur
- Khoksar Parbaha
- Ko. Madhepura
- Kochabakhari
- Koiladi
- Kushaha
- Lalapati
- Launiya
- Lohajara
- Madhawapur
- Madhupati
- Mahadeva
- Maina Kaderi
- Maina Sahasrabahu
- Malekpur
- Maleth
- Malhanama
- Malhaniya
- Manraja
- Mauwaha
- Mohanpur
- Nargho
- Negada
- Oudaha
- Pakari
- Pansera
- Parasbani
- Paterwa
- Pato
- Patthargada
- Pipra (Purba)
- Pipra (West)
- Portaha
- Rajbiraj
- Ramnagar
- Rampur Jamuwa
- Rampur Malhaniya
- Rautahat
- Rayapur
- Rupnagar
- Sambhunath
- Sankarpura
- Saraswor
- Simraha Sigiyoun
- Siswa Beihi
- Sitapur
- Tarahi
- Terahota
- Theliya
- Tikuliya
- Tilathi
- Trikola